# Letters to U
〈Letters to U〉는 가수 LiSA의 명의로 발매된 첫 번째 미니앨범이다.

## 수록곡
1. Believe In My Self
2. ミライカゼ(미래바람)
3. 永遠(영원)
4. エスケープゲーム(이스케이프 게임)
5. 覚醒屋(각성아)
6. 妄想コントローラー(망상 컨트롤러)
7. 無色透明(무색투명)